# Band Aid
Band Aid – supergrupa charytatywna założona w 1984 przez Boba Geldofa i Midge’a Ure, by pomóc mieszkańcom Etiopii w walce z głodem. Na potrzeby akcji napisali piosenkę "Do They Know It’s Christmas?", którą nagrali wspólnie z ówcześnie popularnymi artystami.

## Skład

### Skład z 1984
W skład zespołu weszli m.in.: Phil Collins (Genesis), Bob Geldof (The Boomtown Rats), Steve Norman (Spandau Ballet), Chris Cross (Ultravox), John Taylor (Duran Duran), Paul Young, Tony Hadley (Spandau Ballet), Glenn Gregory (Heaven 17), Simon Le Bon (Duran Duran), Simon Crowe (The Boomtown Rats), Marilyn, Keren Woodward (Bananarama), Martin Kemp (Spandau Ballet), Jody Watley (Shalamar), Bono (U2), Adam Clayton (U2), Paul Weller, James "J.T." Taylor (Kool and the Gang), George Michael (Wham!), Midge Ure (Ultravox), Martyn Ware (Heaven 17), John Keeble (Spandau Ballet), Gary Kemp (Spandau Ballet), Roger Taylor (Duran Duran), Sara Dallin (Bananarama), Siobhan Fahey (Bananarama), Sting (The Police), Pete Briquette (The Boomtown Rats), Francis Rossi (Status Quo), Robert 'Kool' Bell (Kool and the Gang), Dennis Thomas (Kool and the Gang), Andy Taylor (Duran Duran), Jon Moss, Rick Parfitt (Status Quo), Nick Rhodes (Duran Duran), Johnny Fingers (The Boomtown Rats), David Bowie, Boy George (Culture Club), Holly Johnson (Frankie Goes to Hollywood), Paul McCartney, Stuart Adamson (Big Country), Bruce Watson (Big Country), Tony Butler (Big Country), Mark Brzezicki (Big Country)
Instrumentaliści: John Taylor (Duran Duran) – gitara basowa, Phil Collins (Genesis) – perkusja, Midge Ure (Ultravox) – keyboard, Gary Kemp (Spandau Ballet) – gitara, Jon Moss (Culture Club) – instrumenty perkusyjne, Tears for Fears – sample z utworu "The Hurting".

### Band Aid II
W 1989, gdy mieszkańcy Etiopii ponownie mierzyli się z głodem, powstała druga wersja przeboju. Tym razem w jego wykonaniu udział wzięli:
- Bananarama
- Big Fun
- Bros
- Cathy Dennis
- D Mob
- The Big Dougster
- Jason Donovan
- Kevin Godley
- Glen Goldsmith
- Kylie Minogue
- The Pasadenas
- Chris Rea
- Cliff Richard
- Jimmy Somerville
- Sonia
- Lisa Stansfield
- Technotronic
- Wet Wet Wet

#### Instrumentaliści
- Mike Stock – keyboard
- Matt Aitken – keyboard i gitara
- Chris Rea – gitara
- Luke Goss (Bros) – perkusja

### Band Aid 20
Kolejna wersja przeboju "Do They Know It’s Christmas?" powstała w 2004 z inicjatywy Madonny. Formacja złożona z gwiazd współczesnej muzyki rozrywkowej przyjęła nazwę Band Aid 20, a w jej skład weszli:
- Midge Ure – organizator
- Nigel Godrich (R.E.M., Radiohead, Travis) i Bob Geldof – producenci
- Bono (U2)
- Fran Healy (Travis)
- Daniel Bedingfield
- Natasha Bedingfield
- Sugababes
- Vishal Das
- Busted
- Chris Martin (Coldplay)
- Dido
- Dizzee Rascal
- Ms Dynamite
- Skye Edwards (Morcheeba)
- Estelle
- Neil Hannon (The Divine Comedy)
- Jamelia
- Tom Chaplin (Keane)
- Tim Rice-Oxley (Keane)
- Beverley Knight
- Lemar
- Shaznay Lewis (All Saints)
- Katie Melua
- Róisín Murphy (Moloko)
- Feeder
- Snow Patrol
- Rachel Stevens
- Joss Stone
- The Thrills
- Turin Brakes
- Robbie Williams
- Will Young

#### Instrumentaliści
- Danny Goffey (Supergrass) – perkusja
- Thom Yorke (Radiohead) – pianino
- Jonny Greenwood (Radiohead) – gitara
- Sir Paul McCartney – gitara basowa
- Francis Healy (Travis) – gitara
- Justin Hawkins (The Darkness) – gitara
- Dan Hawkins (The Darkness) – gitara

### Band Aid 30
Wersja przeboju nagrana w 2014, została zaaranżowana ponownie przez Boba Geldofa oraz Midge Ure.
Wystąpili:
- Bono (z U2)
- Clean Bandit
- Paloma Faith
- Guy Garvey (z Elbow)
- Ellie Goulding
- Angélique Kidjo
- Chris Martin (z Coldplay)
- Olly Murs
- Sinéad O’Connor
- One Direction
- Rita Ora
- Emeli Sandé
- Seal
- Ed Sheeran
- Bastille
- Sam Smith
- Underworld
- Jessie Ware
- Zoe Sugg (Zoella)

#### Instrumentaliści
- Roger Taylor (z Queen) – perkusja, keyboard
- Milan Neil Amin-Smith (z Clean Bandit) – skrzypce
- Grace Chatto (z Clean Bandit) – wiolonczela